# 会陰
会陰（えいん、英語: perineum）とは、解剖学において、狭義では外陰部と肛門の間、広義では左右の大腿と臀部で囲まれる骨盤の出口全体をさす。
恥骨結合と左右の坐骨結節、尾骨を結ぶ菱形部となる。会陰は、左右の坐骨結節を結ぶ線で前方の尿生殖三角と後方の肛門三角に分けられる。